# 石塘镇 (仁化县)
石塘镇，是中华人民共和国广东省韶关市仁化县下辖的一个行政建制镇。

## 行政区划
石塘镇下辖以下地区：
石塘社区、上中坌村、下中坌村、石塘村、光明村、水历村和京群村。

## 中国传统村落
2012年，石塘村被评为首批“中国传统村落”。